# DI-Box
Die DI-Box (Abkürzung für Direct Injection, wörtlich übersetzt also in etwa „Schachtel zur direkten Einspeisung“) ist ein in der Tontechnik verwendetes Gerät, das ein asymmetrisches Signal in ein symmetrisches Signal umwandelt.

## Funktionsweise und Verwendung
DI-Boxen werden benötigt, wenn eine Signalquelle mit einem unsymmetrischen Ausgang (üblicherweise von einem Klinken- oder Cinch-Stecker kommend) mit einem Gerät mit einem symmetrischen Eingang (normalerweise per XLR-Stecker) verbunden werden soll. Typische Beispiele für unsymmetrische Signalquellen sind Gitarren mit eingebautem Tonabnehmer (E-Gitarre, E-Bass, A-Gitarre), Keyboards und andere elektrische Instrumente oder CD-Spieler; übliche symmetrische Eingänge befinden sich etwa an Mischpulten oder Audio-Interfaces. Insbesondere bei großen Leitungslängen ermöglicht die symmetrische Signalführung eine wirksame Verminderung von Störsignalen. Auch lässt sich die Masseverbindung auftrennen (englisch Ground Lift), um zum Beispiel Brummschleifen zu unterbrechen. (Dies gelingt nicht immer zufriedenstellend, da DI-Boxen zu finden sind, die zwar die Signalmasse, nicht jedoch die Gehäusemasse auftrennen; in Verbindung mit XLR-Kabeln, in denen Pin 1 mit dem Steckergehäuse gebrückt ist, führt dies trotz DI-Box zu Brummschleifen.) Außerdem können DI-Boxen die Impedanzen von Signalquellen an die der nachfolgenden Eingänge anpassen.

## Bautypen

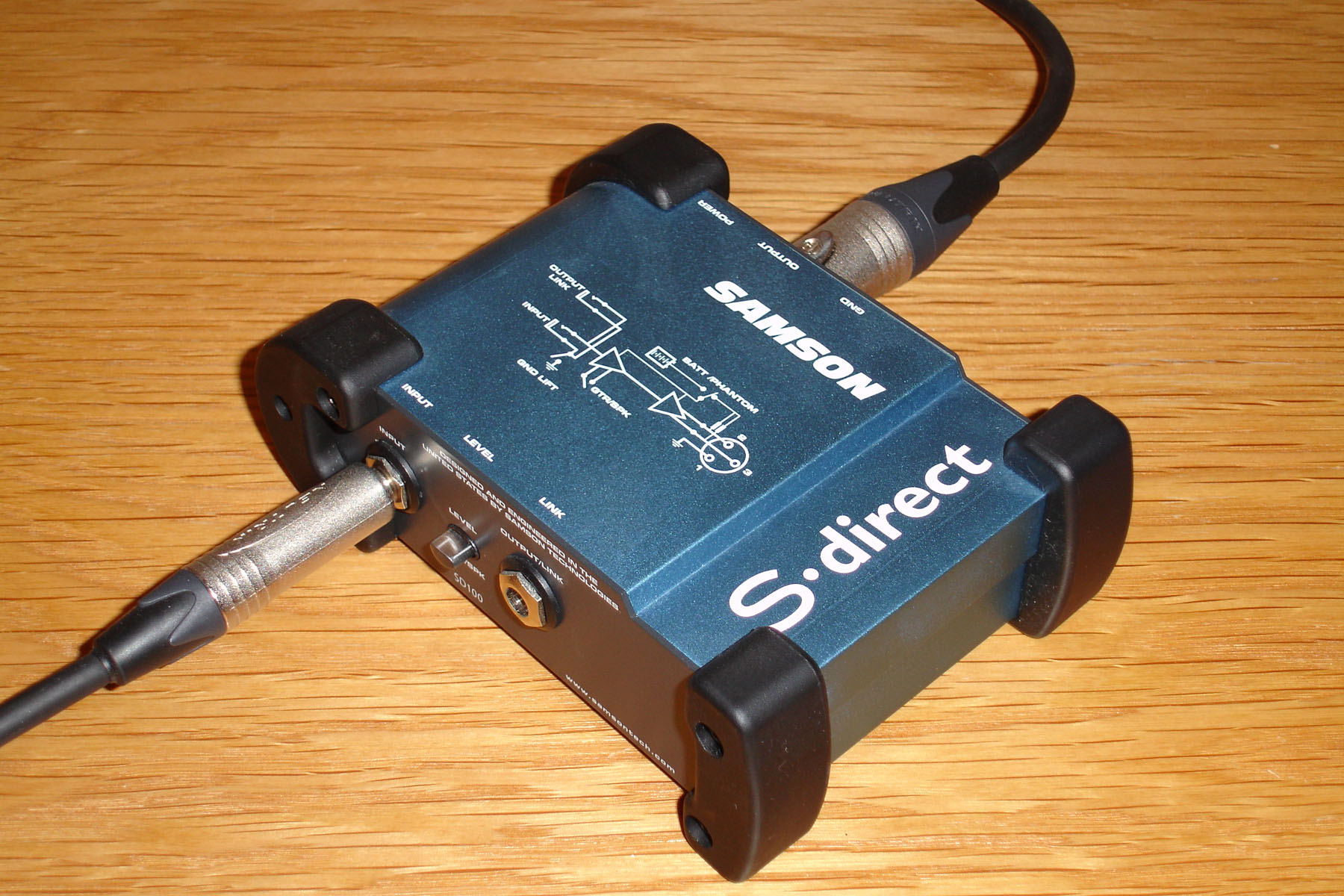
Aktive DI-Box

DI-Boxen sind sowohl als einzelne Geräte in kleinen, schachtelförmigen Gehäusen (siehe Bild) erhältlich, als auch in Form von Einschüben für 19"-Racks, die dann mehrere Kanäle beinhalten.
Es wird zwischen passiven und aktiven DI-Boxen unterschieden. Erstere erreichen die Symmetrierung allein durch einen breitbandigen Niederfrequenzübertrager, letztere beinhalten eine aktive Verstärkerelektronik. Die dann benötigte Stromversorgung erfolgt mittels Batterie oder Phantomspeisung.

### Vor- und Nachteile der beiden Varianten
Mit aktiven DI-Boxen lassen sich prinzipiell beliebig hohe Eingangsimpedanzen und beliebig kleine Ausgangsimpedanzen realisieren, während die Eingangsimpedanzen passiver DI-Boxen höchstens in der Größenordnung von 500 kΩ liegen. Ein weiterer Vorteil aktiver DI-Boxen ist, dass man durch eine aktive Symmetrierung die Nachteile von Übertragern umgeht. Übertrager sind in hoher Qualität recht teuer, je nach Ausführung empfindlich gegen magnetische Einstreuungen und können (insbesondere bei tiefen Frequenzen und höheren Pegeln) einen nicht zu vernachlässigenden Klirrfaktor haben. Auch bieten sie im Vergleich mit aktiver Symmetrierung eine eingeschränkte Bandbreite. Allerdings ermöglichen Übertrager eine echte Potentialtrennung, weswegen es hochwertige, aktive DI-Boxen mit Übertragersymmetrierung gibt.
Die Vorteile passiver DI-Boxen liegen darin, dass sie keine Versorgungsspannung benötigen und durch den Übertrager bedingt das Signal galvanisch trennen. Übertrager sind in hoher Qualität recht teuer, je nach Ausführung empfindlich gegen magnetische Einstreuungen und können (insbesondere bei tiefen Frequenzen und höheren Pegeln) einen nicht zu vernachlässigenden Klirrfaktor haben. Auch bieten sie im Vergleich mit aktiver Symmetrierung eine eingeschränkte Bandbreite. Einige Hersteller wie Palmer bieten daher aktive und passive DI-Boxen an und erläutern die Unterschiede in der Anwendung detailliert. Sie lassen sich außerdem auch grundsätzlich umgekehrt, also zur Wandlung eines symmetrischen in ein unsymmetrisches Signal, verwenden. Eine Anwendung, bei der eine DI-Box umgekehrt benutzt wird, nennt man Re-Amping. Hier wird eine bereits aufgenommene Gitarren- oder Bassspur nachträglich über einen Gitarren- bzw. Bassverstärker wiedergegeben und erneut aufgenommen.
In der Praxis verwendet man daher bei Signalquellen mit hoher Ausgangsimpedanz und kleinem Pegel (zum Beispiel Piezo-Tonabnehmer) wegen ihrer hohen Eingangsimpedanz aktive DI-Boxen. Hinter einem Instrument mit Line-Ausgangspegel genügt dagegen eine hochwertige passive DI-Box.

### Spezielle Varianten
Normalerweise sollte eine DI-Box keinerlei Klangverfärbungen verursachen, sondern das Signal möglichst unverfälscht übertragen. Eine Sonderstellung nehmen jedoch spezielle DI-Boxen mit Klangfilter für E-Gitarren ein. Diese enthalten einen Klangfilter, der den charakteristischen Frequenzgang von Gitarrenlautsprechern nachahmen soll. Hintergrund ist, dass Gitarrenlautsprecher wesentlich zum Klang einer Gitarre beitragen. Dieser Beitrag fehlt aber, wenn das Signal nicht mit einem Mikrofon vor dem Lautsprecher abgenommen wird. In der Regel werden solche DI-Boxen entweder zwischen den Verstärker und Lautsprecher, oder in den Effektweg eingeschleift.
Diese Lösung hat Vor- und Nachteile und ist deshalb umstritten. So lässt sich der Klang der E-Gitarre durch Auswahl und Position des Mikrofons beeinflussen. Auch ist die Nachbildung des Lautsprecherklangs nicht immer zufriedenstellend, insbesondere bei sehr hohen Wiedergabelautstärken. Verzichtet man andererseits auf Mikrofone, so lassen sich die Probleme mit Übersprechen und Rückkopplung auf der Bühne verringern.
Beim E-Bass hingegen wird üblicherweise eine aktive DI-Box verwendet, weil die Klangfärbung durch den Lautsprecher hierbei eine eher geringere Rolle spielt.